# Brute Force (1947)
Brute Force is een Amerikaanse film noir uit 1947 onder regie van Jules Dassin. Destijds werd de film in Nederland uitgebracht onder de titel Wet zonder recht.

## Verhaal
In de gevangenis van Westgate is de macht in handen van de sadistische kapitein Munsey. Joe Collins komt in opstand en wil ontsnappen. Hij zoekt steun bij een paar andere gevangenen, maar zij hebben geen oren naar zijn gevaarlijke plan. Wanneer kapitein Munsey een gevangene tot zelfmoord dreigt, is de maat vol.

## Rolverdeling
| Acteur           | Personage          |
| ---------------- | ------------------ |
| Burt Lancaster   | Joe Collins        |
| Hume Cronyn      | Kapitein Munsey    |
| Charles Bickford | Gallagher          |
| Yvonne De Carlo  | Gina Ferrara       |
| Ann Blyth        | Ruth               |
| Ella Raines      | Cora Lister        |
| Anita Colby      | Flossie            |
| Sam Levene       | Louie Miller       |
| Jeff Corey       | Stack              |
| John Hoyt        | Spencer            |
| Jack Overman     | Kid Coy            |
| Roman Bohnen     | Warden A.J. Barnes |
| Sir Lancelot     | Calypso            |
| Vince Barnett    | Muggsy             |
| Jay C. Flippen   | Hodges             |